# 桥门圣辣法耳凯旋柱

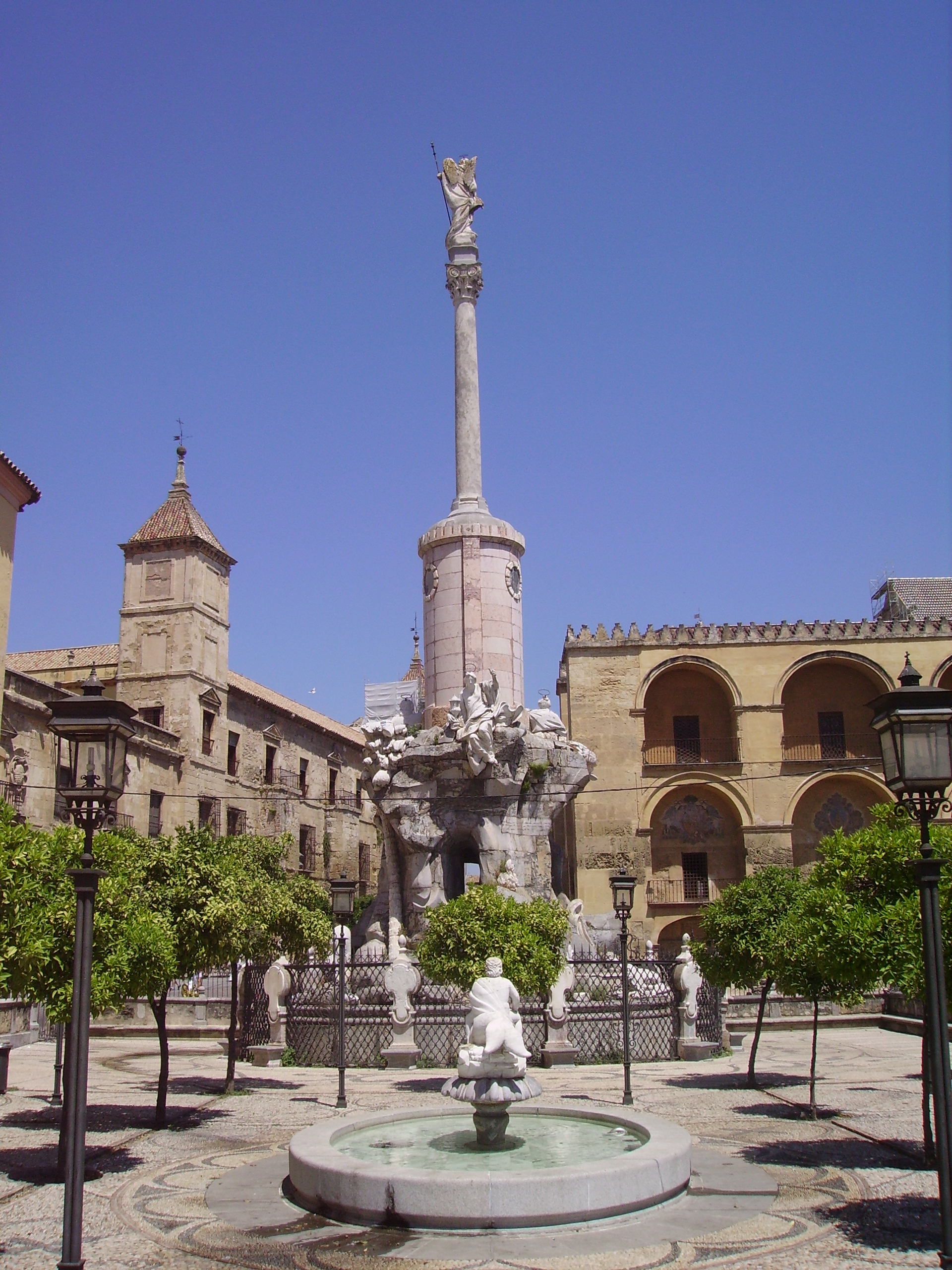

桥门圣拉斐尔凯旋柱（Triunfo de San Rafael de la Puerta del Puente）是科尔多瓦众多的供奉该市主保，天使圣拉斐尔的凯旋柱之一，位于科尔多瓦老城座堂区的凯旋柱广场（plaza del Triunfo），靠近清真寺 - 主教座堂，罗马桥以及桥门（Puerta del Puente）。

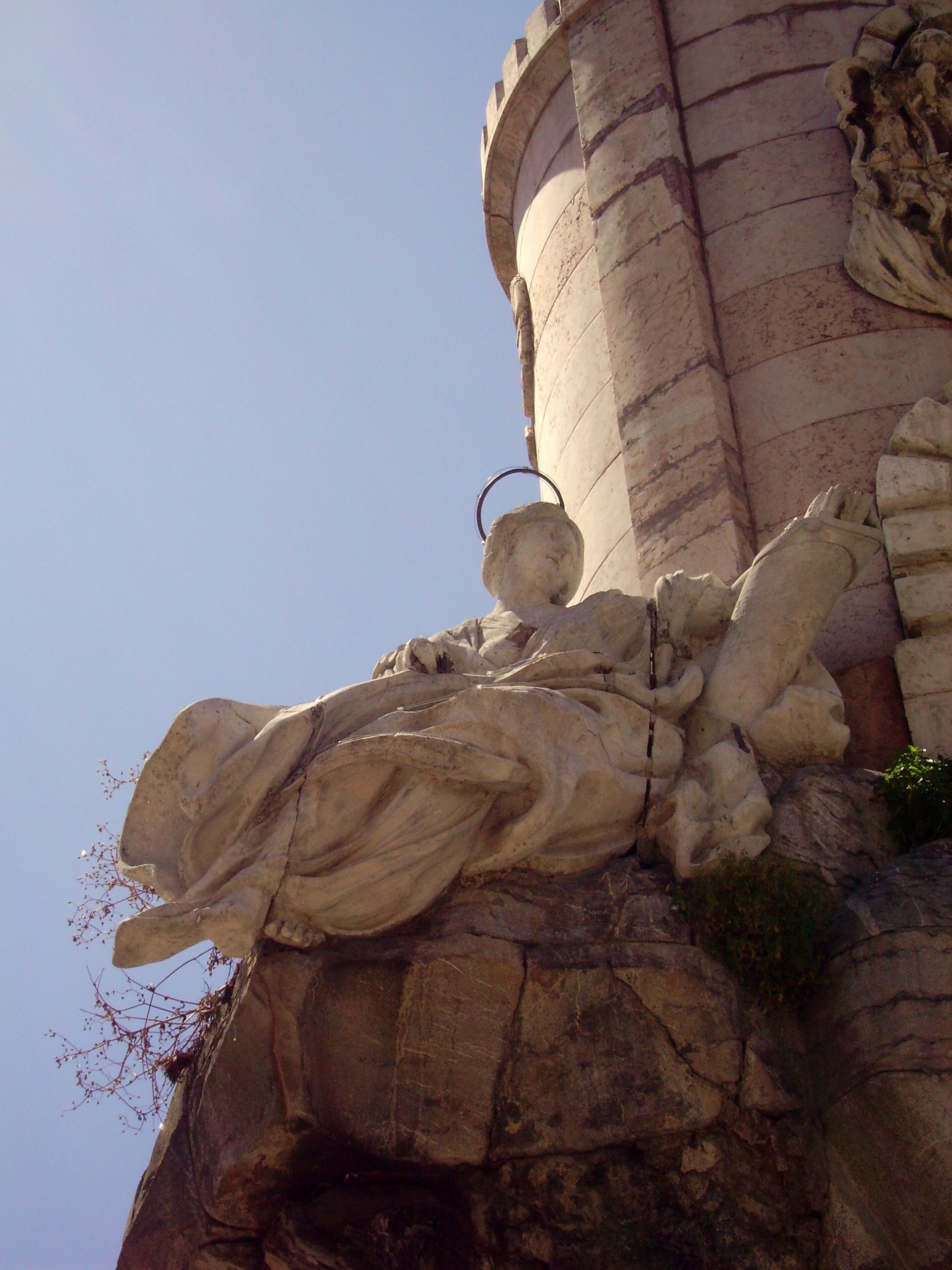
Santa Victoria
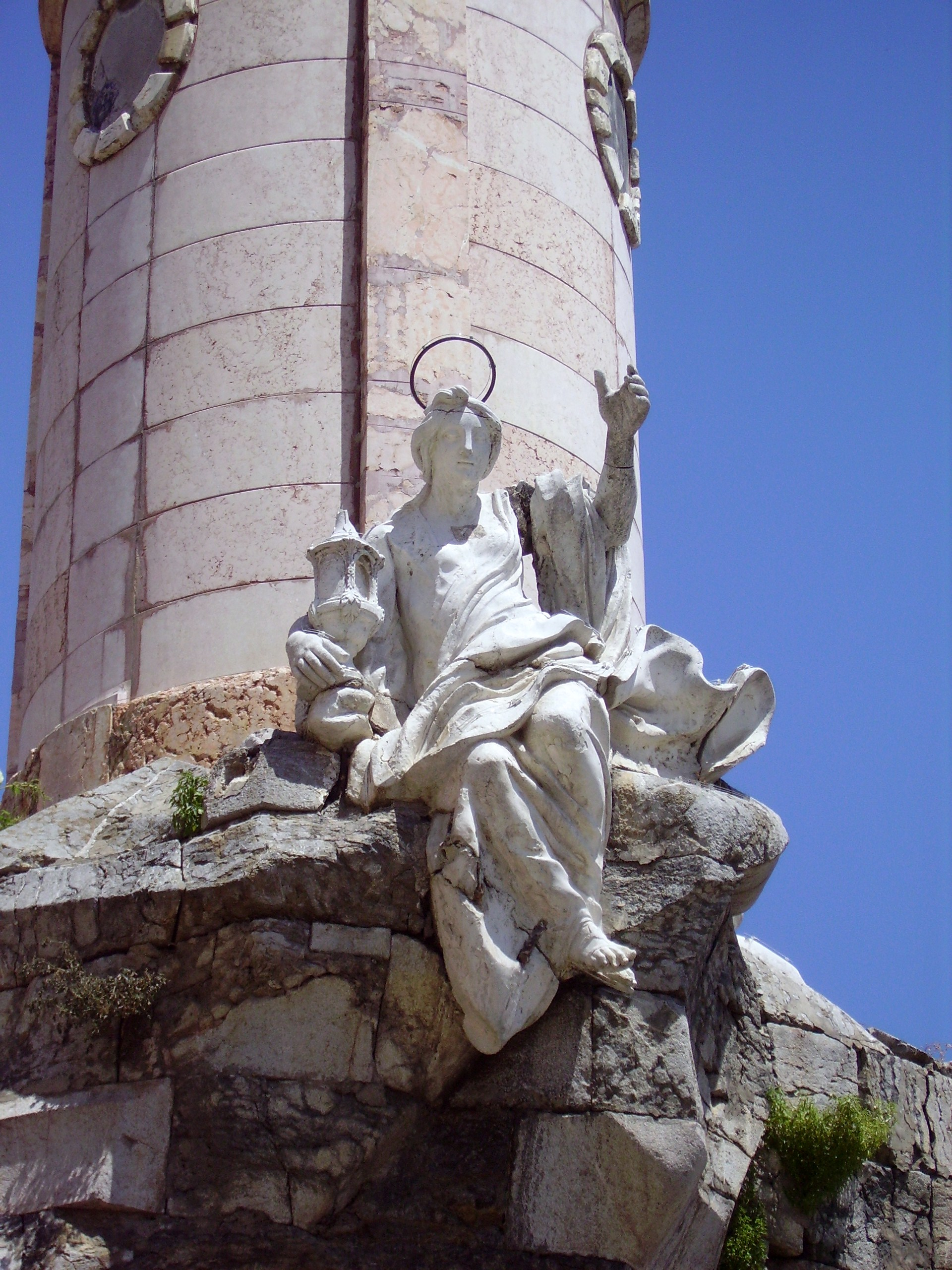
San Bárbara
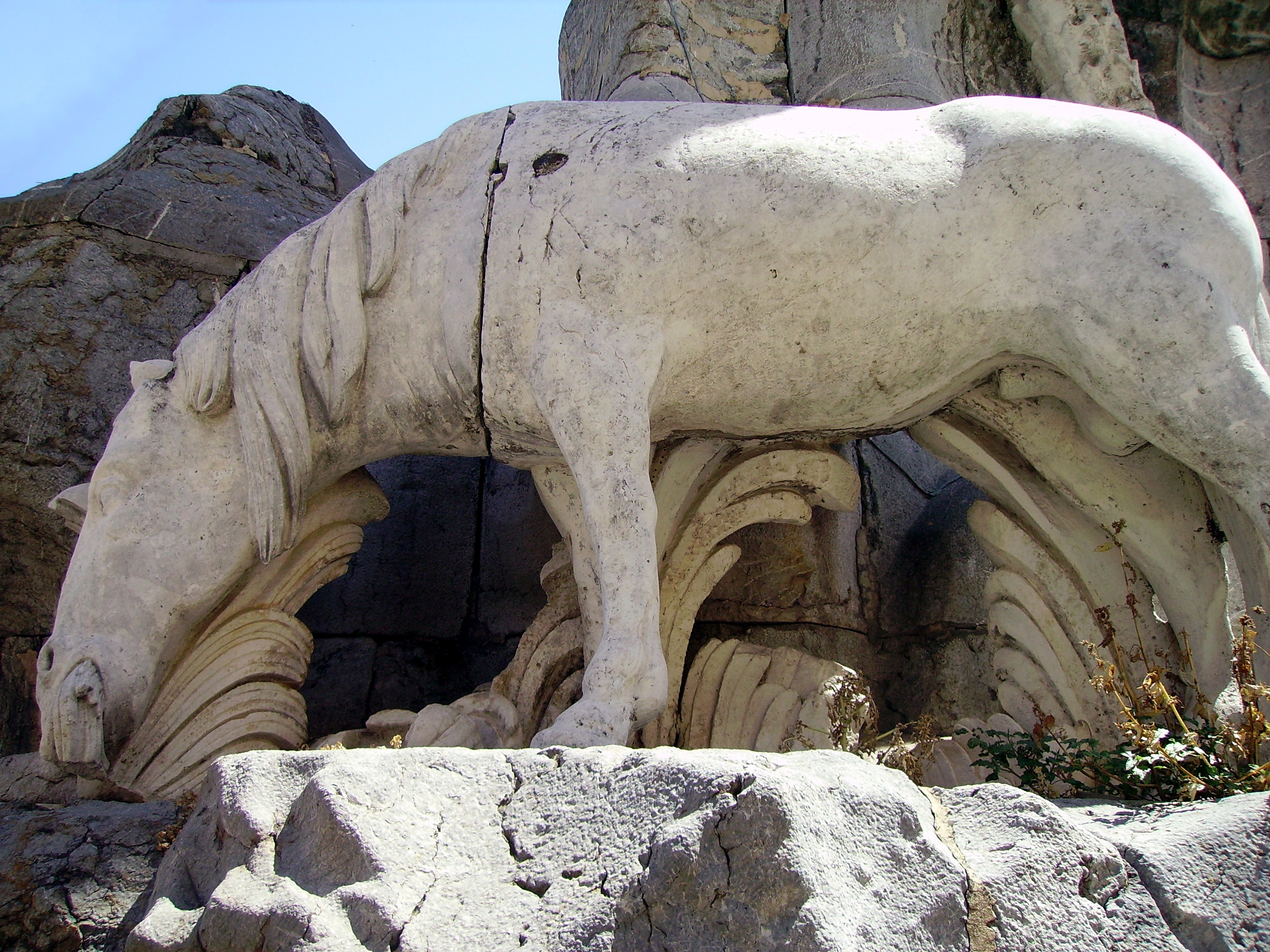
马
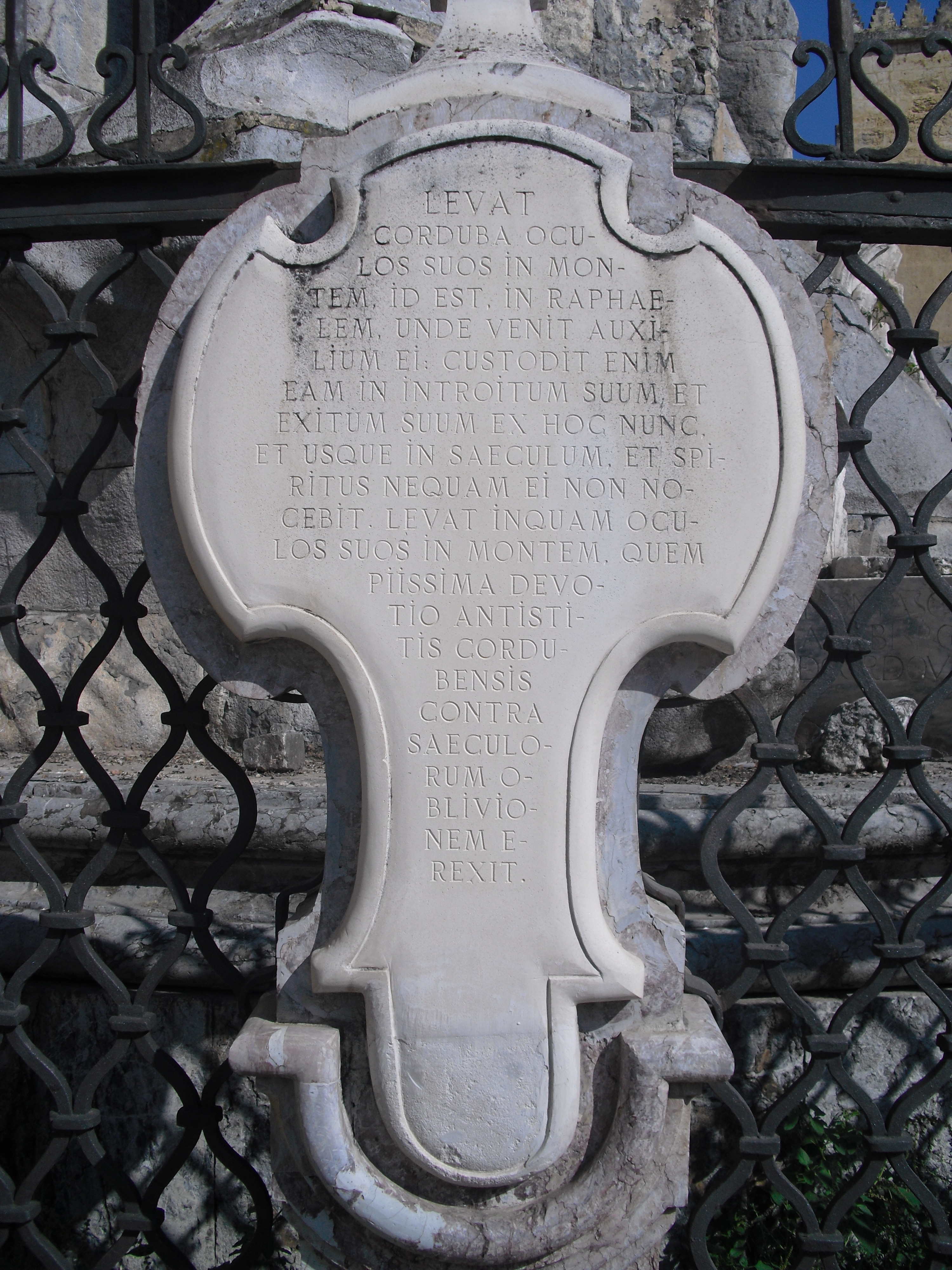
铭文